# Orungu
Les Orungu sont une population gabonaise qui fait partie du groupe Myènè.
Ils sont aujourd'hui peu nombreux. En 2000 on dénombrait environ 10 000 locuteurs de l'orungu, un dialecte myènè.

## Ethnonymie
Selon les sources et le contexte, on peut observer notamment les formes suivantes : Marongo, Ombéké, Oroungou, Oroungous, Orungou, Orungu, Orungus, Rongo.

## Histoire
Implantés probablement depuis la fin du XVe siècle sur le littoral et dans le delta de l'Ogooué dans la région de Port-Gentil, ils participèrent activement, comme d'autres peuples côtiers, à la traite des esclaves avec les Européens. Certains de leurs chefs ont laissé un souvenir comme Ndongo (ou Réto-Ndongo) qui guida son peuple vers l'océan avec l'aide d'un guide Pygmée, Bèndjè, Rénwombi-Mpolo « le Grand », le plus puissant des chefs Orungu, Rogombé « le Batailleur », dit Passol, qui guerroyait contre les Nkomi vers 1840. Ombango, dénommé roi Pascal par les Européens, accueillit l'explorateur Paul Belloni Du Chaillu en 1856. Le chef Nyanguényona négocia la cession de l'île Mandji (site de Port-Gentil) aux Français en 1873. Rebela, dernier chef de cette lignée, mourut en 1932.

## Langue
Selon la classification des langues bantoues établie par Malcolm Guthrie, l'orungu appartient au groupe des langues myènè (B10) et est codé B11b,.